# Кадович, Саво
Саво Кадович (серб. Саво Кадовић; 13 декабря 1921, Шобаичи, у Даниловграда — июль 1944, Купиново, у монастыря Острог) — югославский черногорский партизан времён Народно-освободительной войны Югославии, Народный герой Югославии.

## Биография
Родился 13 декабря 1921 года в селе Шобаичи около Даниловграда. Окончил начальную школу в Баре-Шумановича, занимался земледелием. Член Союза коммунистической молодёжи Югославии с 1940 года. На фронте Народно-освободительной войны с 1941 года, участвовал в восстании 13 июля в боях в Остроге за карабинерскую станцию, за Даниловград и за Вели-Брд. Нёс службу в батальоне «Биели Павле», сражался под Плевлей 1 декабря 1942. Член Коммунистической партии Югославии с 1942 года.
После формирования 5-й пролетарской черногорской ударной бригады был назначен курьером при штабе. Участвовал в битве при Сутьеске, где был ранен (второй раз за службу). В начале августа 1943 года включён в 4-й батальон, восстановленный ветеранами сражения на Сутьеске. В сентябре 1943 года под Никшичем в боях с четниками был ранен в глаз и снова отправился в госпиталь. После выздоровления назначен командиром роты внутренних войск в Вражегрмице, весной 1944 года вступил во 2-й батальон Зетского отряда. В начале июля 1944 года назначен командиром роты отделения по защите народа при 2-й областной команде.
В конце июля 1944 года в селе Купиново был тяжело ранен в боях против четников, от последствий ранения умер спустя несколько дней.
Указом Иосипа Броза Тито от 27 ноября 1953 Саво Кадовичу посмертно присвоено звание Народного героя Югославии.